# The Swinging Blue Jeans
The Swinging Blue Jeans son una banda británica de estilo Merseybeat fundada en los años 60. Son especialmente conocidos por sus sencillos; "Hippy Hippy Shake", "Good Golly Miss Molly" y "You're No Good", publicados en 1964. En 1966, su versión del tema de Burt Bacharach y Hal David's "Don't Make Me Over" alcanzó el puesto 31 del UK Singles Chart y, tras este sencillo, ya no volvieron a entrar en ninguna lista de éxitos musicales.

## Carrera
El grupo tiene sus orígenes en 1957, cuando Bruce McCaskill formó un sexteto de jazz de influencia skiffle llamado the Bluegenes. Además del guitarrista y vocalista McCaskill, la formación original de la banda estaba compuesta por Tommy Hughes, Norman Kuhlke y Spud Ward. Tras una serie de cambios en la formación, el grupo estuvo a pleno rendimiento en 1962, tocando en los locales de Liverpool y en el Star Club de Hamburgo. Sin embargo, el público alemán los abucheó en el escenario y el grupo comenzó a plantearse un cambió de dirección y enfoque.
La banda cambió de nombre y de estilo, pasando a llamarse the Swinging Blue Jeans y tocando rock and roll. De la mano del productor Walter Ridley, el grupo, ahora compuesto por Ray Ennis, Braid, Ellis, Kuhlke y Moss, firmó un contrato con el sello discográfico HMV. Su primera grabación, "It's Too Late Now", escrita por Ennis, logró entrar en el top 30 británico. En diciembre de 1963, una versión del tema "Hippy Hippy Shake" los encumbró definitivamente cuando alcanzó el puesto número 2 de las listas de éxitos británicas.
A partir de ahí, la banda disfrutó de tres años de éxitos, coincidiendo con el auge y la caída del estilo Merseybeat. The Swinging Blue Jeans alcanzaron fama con sus apariciones en el Mardi Gras Club y el Cavern Club.
En 1964, el sello HMV publicó el álbum Blue Jeans a-Swinging. 

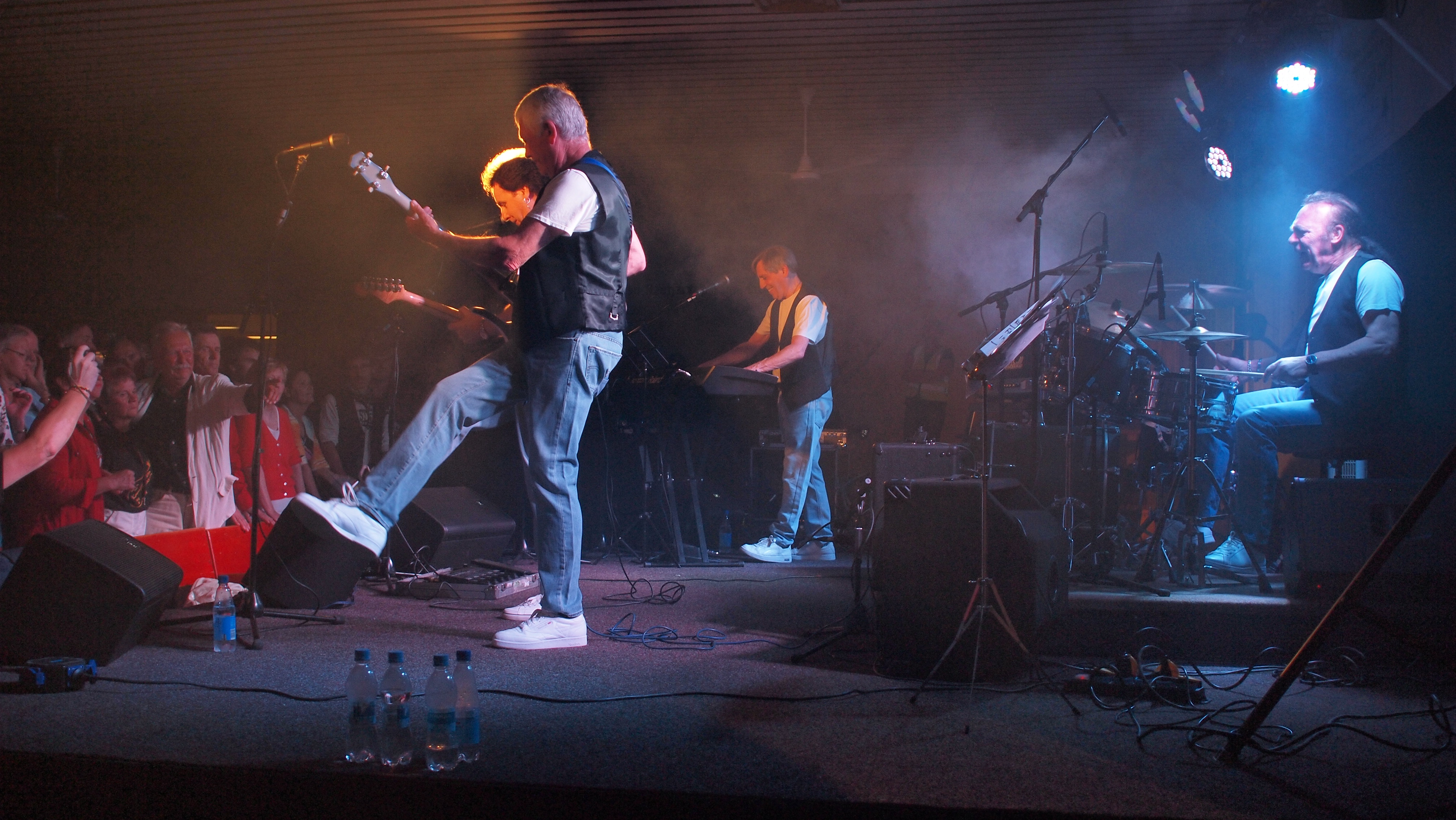
The Swinging Blue Jeans actuando en 2013

A principios de 1966, Terry Sylvester de The Escorts reeplazó a Ellis, que había compartido tareas de composición con Ray Ennis. La banda tomó entonces un rumbo musical que no les llevó a ninguna parte. En 1967, el productor Walter Ridley decidió probar a convertir a Ray Ennis en solista, grabando el álbum "Tremblin'" con músicos de sesión y coros a cargo de Madeline Bell y Kiki Dee, pero finalmente, el disco fue lanzado bajo el nombre de la banda. Ese mismo año se incorporó el bajista Mike Gregory, pasando Braid a los teclados. Sylvester dejó la banda en 1968 para reeplazar a Graham Nash en The Hollies.
A principios de 1999 el guitarrista Alan Lovell sustituyó a Colin Manley debido a la mala salud de este. Manley falleció en abril y Lovell se convirtió en miembro permanente de la banda como vocalista y guitarrista principal. Cuando Les Braid falleció en 2005, Peter Oakman tomó el relevo como bajista.
Tras la gira The Solid Silver Sixties tour en mayo de 2010, Ray Ennis oficialmente se retiró y le ofreció a Lovell la oportunidad de continuar usando el nombre de la banda. Inicialmente, Lovell declinó la oferta pero posteriormente registró el nombre "The Swinging Blue Jeans" a expensas de Ennis. Phil Thompson (batería) abandonó el grupo por motivos personales. Ennis demandó a Lovell por la propiedad del nombre de la banda pero el tribunal falló a favor de Lovell.
Ennis ocasionalmente realiza actuaciones bajo el nombre de "Ray Ennis’s Blue Jeans".
The Swinging Blue Jeans continúan actuando bajo el liderato de Lovell.

## Discografía

### Sencillos
- "It's Too Late Now" / "Think of Me" (HMV POP 1170, June 1963) - UK no. 30
- "Do You Know" / "Angie" (HMV POP 1206, September 1963)
- "Hippy Hippy Shake" / "Now I Must Go" (HMV POP 1242, December 1963) - UK no. 2; US no. 24
- "Good Golly Miss Molly" / "Shaking Feeling" (HMV POP 1273, March 1964) - UK no. 11; US no. 43
- "You're No Good" / "Don't You Worry About Me" (HMV POP 1304, May 1964) - UK no. 3; US no. 97
- "Promise You'll Tell Her" / "It's So Right" (HMV POP 1327, August 1964)
- "It Isn't There" / "One of These Days" (HMV POP 1375, December 1964)
- "Make Me Know You're Mine" / "I've Got a Girl" (HMV POP 1409, March 1965)
- "Crazy 'Bout My Baby" / "Good Lovin'" (HMV POP 1477, October 1965)
- "Don't Make Me Over" / "What Can I Do Today" (HMV POP 1501, January 1966) - UK no. 31
- "Sandy" / "I'm Gonna Have You" (HMV POP 1533, June 1966)
- "Rumours, Gossip, Words Untrue" / "Now the Summer's Gone" (HMV POP 1564, November 1966)
- "Tremblin'" / "Something's Coming Along" (with Kiki Dee, Madeline Bell), (HMV POP 1596, July 1967)[3][4]

### Álbumes
- Hippy Hippy Shake (1964) - US no. 90
- Blue Jeans a'Swinging (1964)
- Hippy Hippy Shake (1964) [Capitol T 6069] Canada.
- Tutti Frutti (1964) [Regal SREG 1073] Export only issue of first album
- Live aus dem "Cascade Beat Club" in Köln (1965) [Electrola SME 83 927]　Germany only
- Don't Make Me Over (1966) [Capitol T 6159] Canada only
- The Swinging Blue Jeans (1967) [MFP 1163] Reissue of first album
- Hippy Hippy Shake (1973) [Grand Prix, GP 10025] Swedish label; includes tracks not available in the UK
- Brand New and Faded (1974) [Dart, BULL 1001]
- Jump 'n' Jeans (1979) [Mace Records, ACE 001]
- Best Of The Swinging Blue Jeans [NUT 15] Compilation album, 1963–67